# 燃えよデブゴン 豚だカップル拳
『燃えよデブゴン 豚だカップル拳』（原題：搏命單刀奪命槍、英題：Odd Couple）は1979年公開の香港映画。
日本でのTV放映時の邦題は『燃えよデブゴン6』で、燃えよデブゴンシリーズ6作目として放送された。 

## キャスト
| 役名 ［フジテレビ版吹替の役名］                                      | 俳優                           | 日本語吹替   | 日本語吹替   |
| 役名 ［フジテレビ版吹替の役名］                                      | 俳優                           | フジテレビ版 | ソフト版     |
| -------------------------------------------------------------------- | ------------------------------ | ------------ | ------------ |
| 一代刀王 ア・ヨウ（阿耀） ［デブゴン］                               | サモ・ハン・キンポー（洪金寶） | 水島裕       | 高橋ちんねん |
| 一代槍王 ウィン ［ガッツ］                                           | ラウ・カーウィン（劉家榮）     | 津嘉山正種   | 大塚智則     |
| ワン・ルー・カオ（王老九） シャオ・パ・ティエン（笑霸天） ［武悪天］ | レオン･カーヤン（梁家仁）      | 渡部猛       |              |
| フウ・ライボウ（揺幌幌公子） ［ロックの若旦那］                      | ディーン・セキ（石天）         | 清川元夢     |              |
| ジャガイモ（大白薯） ［ネズミ］                                      | マース（火星）                 | 仲木隆司     |              |
| 天 せむし                                                            | ビリー・チャン（陳會毅）       |              |              |
| 下                                                                   | ラム・チェンイン（林正英）     |              |              |
| 無                                                                   | ユン・モウ（元武）             |              |              |
| 敵                                                                   | チュン・ファト（鍾發）         |              |              |
| パク・チョウ（白庄） ［モウタクセイ］                                | チャン・ルン（陳龍）           | 広瀬正志     |              |
| 鎌使いの挑戦者                                                       | カール・マッカ（麥嘉）         |              |              |
| チンピラの兄貴（老大）                                               | リー・ホイサン（李海生）       |              |              |
| 単刀のウー・リー（烏里）                                             | ウォン・ハー（黃哈）           |              |              |
| 槍のロー・フウ（魯虎）                                               | 楊世鈞                         |              |              |
| フウの付き人                                                         | ホウ・バクコン（何柏光）       |              |              |
| フウの部下                                                           | タイ・サン（泰山）             |              |              |
| ア・ヨウ（阿耀）〈女〉                                               | 列燕雲                         |              |              |
| （スタント）                                                         | ユン・ピョウ（元彪）           |              |              |

## スタッフ
- 製作：カール・マッカ（麥嘉）
- 監督：ラウ・カーウィン（劉家榮）
- 脚本：ライ・ワイマン（黎偉民）、レイモンド・ウォン（黄百鳴）
- 音楽：フランキー・チェン（陳勳奇）
- 武術指導：サモ・ハン・キンポー（洪金寶）、ブルース・ロー（劉家榮）
- 武術指導アシスタント：ユン・ピョウ（元彪）、ラム・チェンイン（林正英）､ ビリー・チャン（陳會毅）

## 制作
この映画では、サモ・ハン・キンポーとラウ・カーウィンがそれぞれ師匠と弟子の2つの役割を果たしている。 サモは刀王を演じ、彼の弟子はラウによって演じられ、ラウは槍王を演じ、彼の弟子はサモによって演じられる。 映画の後半では、すべての4キャラクターがシーンに一緒に登場。 両方の弟子は武器に習熟し、対立する役者が両方の武器でスキルを発揮できるようにしている。 この側面は、シーンの要件に応じて、編集者が老いも若きも切り替える2つの主要な間をカットするという課題をクリアしている。

## 特記
確認されている「デブゴン」邦題作品。なお各作品の続編性は皆無である。